# گورستان اکشی کروچان
قبرستان اکشی کروچان مربوط به دوره اشکانیان است و در شهرستان سرباز، بخش مرکزی، دهستان مورتان، ۲۰۰ متری شمال غربی روستای اکشی کروچان واقع شده و این اثر در تاریخ ۲۷ اسفند ۱۳۸۷ با شمارهٔ ثبت ۲۶۳۴۹ به‌عنوان یکی از آثار ملی ایران به ثبت رسیده است.